# Agonès
Agonès é uma comuna francesa na região administrativa de Occitânia, no departamento de Hérault. Estende-se por uma área de 4,16 km². Em 2010 a comuna tinha 284 habitantes (densidade: 68,3 hab./km²).